# Christina B. Rocca

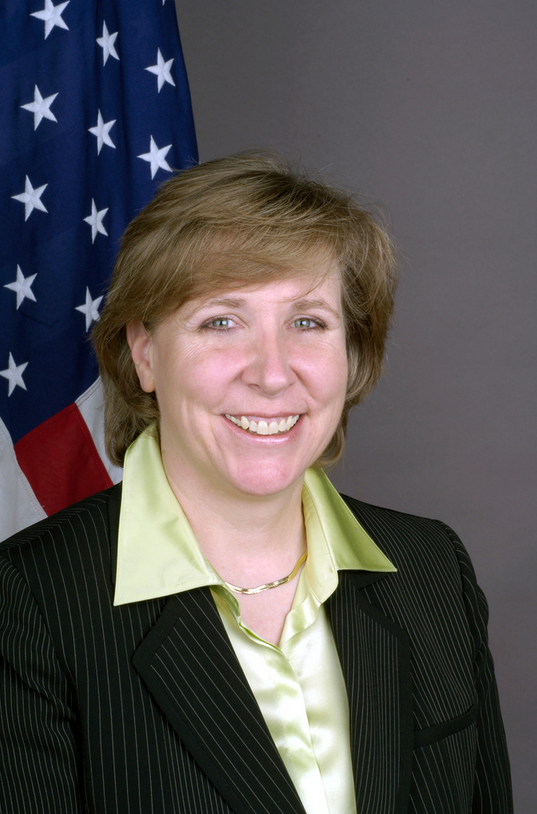
Christina B. Rocca

Christina B. Rocca (* 1958) ist eine US-amerikanische Diplomatin, die unter anderem zwischen 2001 und 2006 Assistant Secretary of State for South Asian Affairs war.

## Leben
Christina Rocca absolvierte nach dem Schulbesuch ein Geschichtsstudium am King’s College London, das sie 1980 mit einem Bachelor of Arts (B.A. History) abschloss. Ihre berufliche Laufbahn begann sie 1982 bei der Central Intelligence Agency (CIA), für die sie bis 1997 als Mitarbeiterin im Operationsstab tätig war. Im Anschluss war sie von 1997 bis 2001 außenpolitische Mitarbeiterin des republikanischen Senators aus Kansas Sam Brownback.
Am 1. Juni 2001 wurde Christina Rocca Nachfolgerin von Karl Inderfurth als Assistant Secretary of State for South Asian Affairs und war in dieser Funktion bis zum 17. Februar 2006 Leiterin des Referats für Südasien (Bureau for South Asian Affairs) im US-Außenministerium. Nachfolger wurde am 21. Februar 2006 Richard Boucher, wobei dieser im Rahmen einer Neuorganisation des Außenministeriums das heutige Referat für Süd- und Zentralasien (Bureau of South and Central Asian Affairs) übernahm und somit Assistant Secretary of State for South and Central Asian Affairs wurde. Sie selbst wurde 2006 Botschafterin bei der Genfer Abrüstungskonferenz (UNCD) und verblieb bis 2009 auf diesem Posten.
Nach ihrem Ausscheiden aus dem Regierungsdienst wurde Christina Rocca, die sich auch für die Denkfabrik Council on Foreign Relations engagierte, Mitarbeiterin der Beratungsfirma Vision Americas LLC sowie Präsidentin der Beratungsfirma CBR Strategies LLC.